# 케냐 항공 431편 추락 사고
북위 05° 13′ 33.3″ 서경 03° 56′ 11.7″ / 북위 5.225917°  서경 3.936583° 

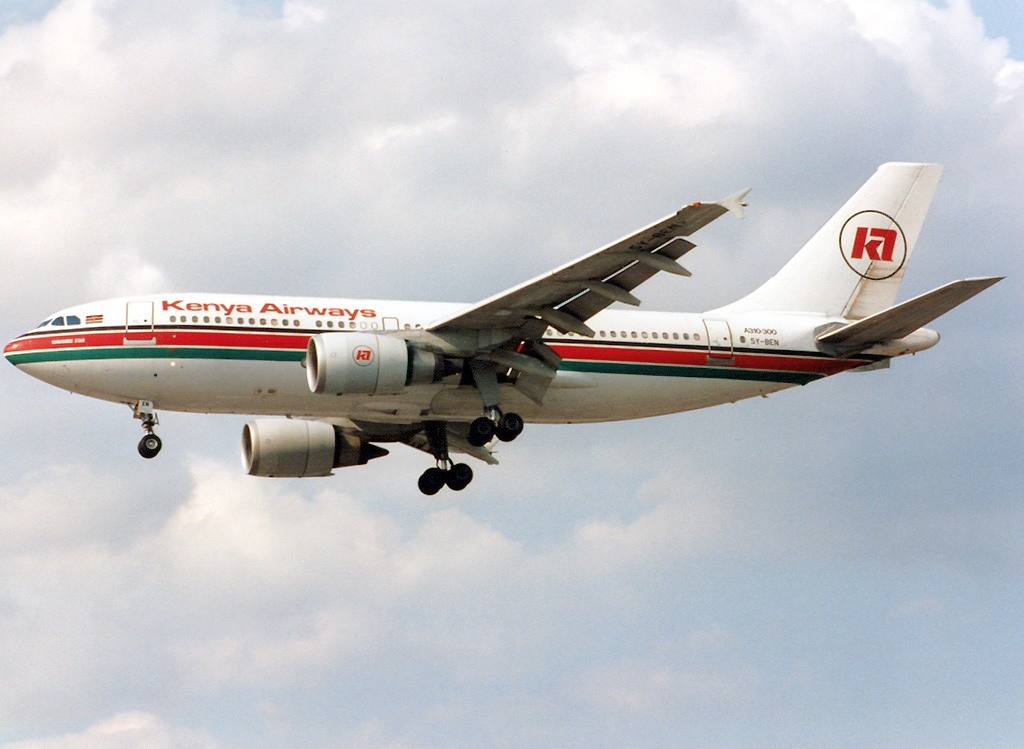
사고 6년전에 찍힌 사고기

케냐 항공 431편 추락 사고는 2000년 1월 30일 케냐 항공 소속 항공기가 포르부에 국제공항 동부 2km가량 떨어진 대서양 근해에 추락한 사고다. 이 비행기는 코트디부아르 아비장의 포르부에 국제공항을 이륙, 나이지리아 라고스의 무르탈라 모하메드 국제공항을 경유해서 케냐 나이로비 조모 케냐타 국제공항으로 가던 비행기였다. 이 사고로 10명을 제외한 169명(승무원 포함)이 사망한 대형 사고로 기록되고 있다.

## 같이 보기
- 케냐 항공 507편
- 콜간 항공 3407편 추락 사고